# Master P
Перси Роберт Миллер (англ. Percy Robert Miller; род. 29 апреля 1970 года, Новый Орлеан, Луизиана, США), известный под сценическим именем Мастер Пи (англ. Master P) в бизнесе использующий имя Пи Миллер (англ. P. Miller) — американский рэпер, актёр, предприниматель, инвестор, автор, кинопроизводитель, музыкальный продюсер, филантроп и бывший баскетболист. Он является основателем лейбла звукозаписи «No Limit Records», который был переименован в «New No Limit Records» через «Universal Records» и «Koch Records», затем снова сменил название на «Guttar Music Entertainment» и, наконец, в настоящее время известен как «No Limit Forever Records». Миллер является основателем и главным исполнительным директором конгломератной компании «P. Miller Enterprises» и недолговечной сети онлайн-телевидения «Better Black Television».

## Молодость
Перси Роберт Миллер родился и вырос в новоорлеанском нейборхуде Каллиопа Проджектс (Calliope Projects). Он самый старший из пяти детей. У него есть сестра Жермен и трое братьев: Кевин и «платиновые» рэперы Кори (C-Murder) и Вишонн (Silkk The Shocker). Master P учился в средней школе Букера Ти Вашингтона и средней школе Уоррена Истона. Поступив в Хьюстонский университет, Миллер играл в баскетбольной команде и получал атлетическую стипендию, но в итоге на первом году обучения перешёл в колледж Мерритт в Окленде (Калифорния) на специальность бизнес. После смерти деда Миллер унаследовал 10 000 долларов. Он открыл музыкальный магазин в Ричмонде (Калифорния) под названием «No Limit Records», который позже стал основой для его собственного лейбла с тем же именем. 15 февраля 1990 года Master P выпустил кассету «Mind of a Psychopath». В том же году в Новом Орлеане был убит его брат Кевин Миллер. Это не только не разрушило его мечты, а наоборот, увеличило мотивацию стать успешным бизнесменом, изменить свою жизнь и спасти семью.

## Музыкальная карьера

### Ранние работы
12 февраля 1991 года выходит дебютный студийный альбом Master P «Get Away Clean», за которым вскоре, в апреле 1992 года, последовал второй — «Mama’s Bad Boy». Оба альбома были выпущены «In-a-Minute Records». В 1993 году Master P выпустил первый совместный альбом со своей группой TRU под названием «Who’s da Killer?». 18 марта 1994 года выходит третий студийный альбом Миллера «The Ghettos Tryin to Kill Me!», он был переиздан в 1997 году «Priority Records» как ограниченное издание. В том же году Master P работал над альбомами-компиляциями от «No Limit» «West Coast Bad Boyz, Vol. 1: Anotha Level of the Game» и «West Coast Bad Boyz: High fo Xmas». 6 июня 1995 года Миллер выпустил свой четвёртый студийный альбом «99 Ways to Die». В 1995 году Master P и TRU выпустили свой третий альбом «True», который стал первым крупным релизом группы после двух независимых альбомов. Альбом достиг 25-й строчки в еженедельном хит-параде Top R&B/Hip-Hop Albums и 14-й в Top Heatseekers. Альбом был известен своим первым синглом и одной из самых известных песен Master P «I’m Bout' It, Bout It». В течение этого года он также работал над альбомом-компиляцией «Down South Hustlers: Bouncin' and Swingin'».

### 1995—2000: возвращение в Новый Орлеан и основной успех
В 1995 году Master P переехал из Ричмонда в Новый Орлеан, чтобы переместить «No Limit Records» с множеством новых исполнителей и поработать с местными продюсерами из «Beats By The Pound». 16 апреля 1996 года Миллер выпустил свой пятый альбом «Ice Cream Man», содержащий сингл «Mr. Ice Cream Man», который ещё увеличил его известность. 18 февраля 1997 года Master P и TRU выпустили альбом «Tru 2 da Game». В то время TRU была уменьшена до трио, состоявшего из трёх братьев Миллеров (Master P, C-Murder и Silkk The Shocker). 2 сентября 1997 года Master P выпустил свой прорывной альбом «Ghetto D». Первые продажи альбома были самыми высокими из всех альбомов Миллера и он стал платиновым. В альбоме был сингл «Make Em Say Uhh!», который стал самых успешным синглом Миллера на сегодняшний день и стал дважды платиновым. Песня принесла ему номинацию на MTV Video Music Award в следующем году за «Лучшее рэп-видео», но проиграла «Gettin 'Jiggy Wit It» Уилла Смита. 2 июня 1998 года Master P выпустил свой седьмой и самый продаваемый альбом на сегодняшний день «MP Da Last Don». В этом году Миллер выпустил одноимённый фильм. Альбом дебютировал на 1-м месте в чарте Billboard Top 200, с более 400 000 проданными копиями за первую неделю, в итоге, было продано более 4 млн копий. Так же в 1998 году он снялся в фильме «Аферисты» вместе с Энтони Джонсоном и выпустил к нему саундтрек с тем же названием. 26 октября 1999 года вышел восьмой студийный альбом Миллера «Only God Can Judge Me», он был не так успешен, как предыдущий альбом, хотя он достиг статуса золотого. В 1999 году Master P и TRU выпустили свой пятый студийный альбом «Da Crime Family». 28 ноября 2000 года выходит девятый студийный альбом Миллера «Ghetto Postage», который был продан в количестве 500 000 экземпляров, но он не сравнился с его ранними более успешными релизами. Также в 2000 году Master P и его новая группа «504 Boyz» выпустили свой дебютный альбом «Goodfellas», который достиг 1-го места в еженедельном хит-параде Top R&B/Hip-Hop Albums.

### 2001—2005: Новый «No Limit»
В начале 2000-х годов, популярность «No Limit Records», а также и самого Master P, стала медленно снижаться. Миллер повторно запустил «No Limit Records» под названием «New No Limit Records». 18 декабря 2001 года Master P выпустил свой десятый студийный альбом «Game Face», первый альбом выпущенный на «New No Limit Records», у которого было налажено партнерство с «Universal Records». В 2002 году «504 Boyz» выпустили свой второй альбом «Ballers». Оба альбома высоко оценивались в хип-хоп чартах, но вскоре после этого «New No Limit» начал снижать популярность. Музыкальные продажи, а также изменения реестра и судебные процессы заставили «New No Limit Records» подать заявление о банкротстве 17 декабря 2003 года. 23 марта 2004 года Миллер выпустил свой одиннадцатый альбом, «Good Side, Bad Side», который дебютировал на 1-й строчке в чарте «Billboard» «Independent Albums» и был продан в количестве 300 000 экземпляров. В 2005 году Master P и TRU выпустили свой последний альбом «The Truth».

### 2005—2007: «Guttar Music»
В 2005 году Master P и его сын Ромео Миллер (a.k.a. Maserati Rome) создали независимый лейбл «Guttar Music Entertainment». 26 апреля 2006 года Master P выпустил свой двенадцатый студийный альбом «Ghetto Bill». 29 ноября 2005 года Миллер выпустил свой первый независимый альбом «Living Legend: Certified D-Boy» на новом лейбле «Guttar Music». В этом же году Master P и «504 Boyz» выпустили свой последний альбом под названием «Hurricane Katrina: We Gon Bounce Back», посвящённый жертвам урагану Катрина. В 2007 году Master P выпустил совместный альбом с сыном Ромео под названием «Hip Hop History», который был продан тиражом 32 000 экземпляров по всему миру.

### 2010-н.в.: «No Limit Forever» и текущие работы
6 декабря 2010 года было объявлено, что Master P отправился в новый тур под названием «No Limit Forever International» со своим братом Silkk The Shocker и сыном Maserati Rome. 8 февраля 2011 года Миллер поучаствовал на треке рэпера Gucci Mane «Brinks». Это была его первая записанная песня за четыре года. В начале 2012 года Master P начал привлекать на свой лейбл новых талантов с улиц, в том числе Graphic Designer @ Hitmayne4Hire / HITGPX, чтобы пересмотреть взгляды и вернуть «No Limit» с современным стилем во все будущие проекты и рекламные акции. 10 августа 2012 года он выступил на 12-м ежегодном концерте группы «Insane Clown Posse» в Детройте (Мичиган) «Gathering of the Juggalos». 16 ноября 2011 года Master P выпустил свой первый микстейп и первый сольный проект за более чем 6 лет под названием «TMZ (Too Many Zeros)». 2 августа 2012 года было объявлено, что Миллер работает над своим тринадцатым студийным альбомом «Boss of All Bosses». 17 сентября 2012 года Master P выпустил фрагмент нового сингла под названием «Friends With Benefits» с участием Kirko Bangz.
16 января 2013 года Master P выпустил свой второй официальный микстейп под названием «Al Capone» в качестве промоушена для своего альбома «Boss of All Bosses». Затем 12 февраля 2013 года он выпустил свой первый микстейп-коллаборацию под названием «New World Order» со своей новой группой «Louie V. Mob», в которую входят он сам, Alley Boy и Fat Trel. 6 августа 2013 года Master P выпустил свой третий официальный микстейп под названием «Famous Again» в качестве промоакции для своего альбома «Boss of All Bosses», в нём приняли участие Maserati Rome, Silkk The Shocker, Dee-1, Young Louie, Play Beezy, Gangsta, Howie T, Клайд Карсон, The Game, Chief Keef, Fat Trel, Alley Boy, Problem, Wiz Khalifa, Tyga и Крис Браун, продюсерами выступили 1500 & Nothin, Young Bugatti, Stiv Schneider, The Composer и JB. 6 декабря 2013 года Master P выпустил свой тринадцатый альбом под названием «The Gift».
23 января 2014 года было объявлено, что «The Gift» будет переиздан 21 февраля 2014 года в качестве видео-альбома с музыкальным видео для каждой песни и что он будет называться «The Platinum Gift». 6 февраля 2014 года было объявлено, что Master P работает над двумя новыми альбомами «Ice Cream Man 2», который является продолжением его знаменитого дебютного альбома, и «Boss of All Bosses». 28 февраля 2014 года Миллер выпустил свой четвёртый микстейп «The Gift Vol. 1: Return of The Ice Cream Man».
5 января 2015 года Миллер выпустил свой второй совместный микстейп под названием «We All We Got» с его новой группой «Money Mafia», в которую вошёл он сам, его сын Maserati Rome, Ace B, Young Junne, Eastwood, Gangsta, Play Beezy, Calliope Popeye, Flight Boy и продюсер «No Limit Forever» Blaq N Mild. Кроме того, микстейп также включал в себя сюрприз — участие известного новоорлеанского рэпера Lil Wayne на треке «Power». 9 февраля 2015 года Master P выпустил третий совместный микстейп под названием «#CP3» с артистами с «No Limit Forever», а также при участии Ace B. 20 апреля 2015 года вышел четвёртый совместный микстейп под названием «Hustlin» с «Money Mafia». 4 июня 2015 года было объявлено, что новая группа Master P «Money Mafia» выпустит свой дебютный альбом в 2015 году под названием «Rarri Boys». 16 июля 2015 года вышел пятый совместный микстейп «The Luciano Family» вместе с «Money Mafia». 27 ноября 2015 года Master P выпустил свой четырнадцатый альбом «Empire, from the Hood to Hollywood», в котором приняли гостевое участие Krazy, Lil Wayne, Maserati Rome, «Money Mafia», Ace B, Blaq N MilD, Fame-O и Luccianos. Альбом выпущен на «No Limit Forever Records» и «Globy House Records».
23 февраля 2016 года Миллер выпустил новый сингл под названием «Funeral», в котором были представлены новые участники «No Limit Boys» Ace B и Angelo Nano. 16 марта 2016 года Master P выпустил свой пятый микстейп «Middle Finga». 18 марта 2016 года во время интервью Миллер объявил, что он работает над новым альбомом под названием «The Grind Don’t Stop» со своей новой группой «No Limit Boys», а также о своём новом туре под названием «Pop-Up Tour». 28 марта 2016 года было объявлено, что «No Limit Boys» выпустила свой дебютный альбом с одноимённым названием. 21 августа 2016 года Master P выпустил шестой официальный микстейп «The G Mixtape», в котором приняли участие 2 Chainz, A$AP Ferg, E-40, The Game, Gucci Mane, Jeremih, Lil Wayne, Nipsey Hussle, «No Limit Boys», Рик Росс, Ашер, Трэвис Скотт и Yo Gotti. 27 октября 2016 года вышел седьмой официальный микстейп «Louisiana Hot Sauce», в котором приняли участие артисты «No Limit Forever» Ace B, Angelo Nano, Cymphonique (дочь Миллера), Gangsta, J Slugg, Lambo, Moe Roy, Play Beezy, Maserati Rome и Young Vee (сын Миллера).
6 января 2017 года Master P выпустил шестой совместный микстейп «We All We Got» вместе с «No Limit Boys».

## Бизнес-карьера
Кроме рэпа Master P также успешно работал в качестве предпринимателя и инвестора. После смерти своего деда Миллер унаследовал 10 000 долларов и открыл музыкальный магазин в Ричмонде под названием «No Limit Records», который позже стал основой для его собственного лейбла с тем же именем. С тех пор он развил бизнес-империю стоимостью 250 млн долларов, охватывающую широкий спектр отраслей. Будучи бизнесменом, Миллер был известен своей бережливостью, снижением бизнес-расходов и высокой рентабельностью. Его проницательная деловая хватка позволила ему получить прибыль от одного предприятия для следующего. Миллер был одним из первых рэперов, которые заметили и воспользовались розничным потенциалом музыкальной индустрии. Как инвестор Master P был одним из первых рэперов, которые построили бизнес и финансовую империю, инвестируя в широкий спектр деловых и инвестиционных предприятий из разных отраслей. С тех пор он инвестировал миллионы долларов, которые он заработал на своей компании «No Limit», в туристическое агентство, торговую марку «Foot Locker», недвижимость, акции, кино, музыку, телепроизводство, изделие игрушек, компанию секса по телефону, одежду, телекоммуникации, ювелирную линию, автоаксессуары, издание книг и журналов, автомобильные диски, франшизы фастфудов и бензоколонки. Его спортивное агентство «No Limit Communications», совместное предприятие с гуру маркетинга Джуаном Эдгертоном, добилось успеха. Конгломератная компания Миллера «No Limit Enterprises» стала финансовым центром. Его компания по управлению инвестициями в недвижимость и по управлению недвижимостью «PM Properties», расположенная в Новом Орлеане, контролирует более 100 объектов недвижимости в Соединённых Штатах. Согласно журналу «Black Enterprise», «No Limit Enterprises» заработала 110 млн долларов только в 1998 году. Этот уровень успеха вдохновил других рэперов на развитие различных бизнес-предприятий и инвестиций. У Миллера также есть своя линия энергетических напитков Make Em Say Ughh!. В ноябре 2010 года Master P основал в Новом Орлеане сеть кабельного телевидения «Better Black Television», став первым рэпером создавшим телесеть.
Рэперы исторически больше ориентировались на артистическую и гламурную сторону музыки, уделяя очень мало внимания бизнес-инвестициям и финансовым аспектам. Всё это изменилось в 1996 году, когда Master P подписал контракт на музыкальное распространение с «Priority Records», в котором «No Limit Records» сохранил 100 % владения их основными записями и 85 % своих продаж, в то же время предоставив «Priority» 15 % в обмен на производство и распространение, что позволило «No Limit» получать прибыль от будущих продаж, таких как каталоги и переиздания. Master P продолжал зарабатывать сотни миллионов долларов от этой сделки. Кроме того, Миллер изобрёл множество инновационных методов маркетинга. В то время как традиционная модель маркетинговых записей заключалась в том, чтобы тратить миллионы долларов на дорогие видео и радиотрансляции, у Миллера не было такой роскоши. Будучи независимым артистом, он должен был найти способ продавать, сбывать и создавать платиновые записи с ограниченным бюджетом. Он был известен тем, что поддерживал авансовые бизнес-расходы и повышал рентабельность. Он начал продавать кассеты из багажника своей машины в каждом большом и маленьком городе Америки, где был потенциальный спрос на его музыку. Он раздавал бесплатные образцы людям с дорогими автомобилями и просил их включать свою музыку по всему кварталу. Этот метод партизанского маркетинга на уличном уровне заложил основу для создания более крупной фан-базы на будущее. После подписания сделки с «Priority», Миллер начал бизнес-модель большого объёма, позволяющую как можно чаще записывать как можно больше треков. Master P перекрёстно продвигал всех своих артистов и их альбомы внутри обложек своих альбомов. Он также использовал ручную и пиксельную графику и темы, вдохновлённые мафией, чтобы сделать свой альбомы выделяющимися с помощью фотошопа. Миллер выпускал по 20 песен в альбоме, в то время как большинство альбомов содержали 15 или меньше, поскольку он понял, что покупатели хотят больше за свои деньги. Он превратил своих артистов в похожих на персонажей комиксов «Marvel», а не просто рэперов. Master P утверждал, что его артисты номер один на SoundScan каждый раз, когда они выпускали альбом, чтобы создать восприятие популярности. Он использовал недорогие видеоролики для продвижения своих артистов и перекрёстно рекламировал альбомы, используя фильмы, и наоборот, связав их в целом. Образ бренда и личность стали важнее, чем просто качество музыки. Звукозаписывающие лейблы Миллера продали 75 млн записей в результате его инновационных стратегий маркетинга и брендинга.
В качестве основателя и генерального директора «No Limit Entertainment» Миллер в своё время руководил бизнес-империей, в которую вошли его конгломераты «No Limit Enterprises», «No Limit Records», «Bout It Inc.», «No Limit Clothing», «No Limit Communications», «No Limit Films», «No Limit Sports Management», «PM Properties» и «Advantage Travel». Master P представлял бывшего раннинбека НФЛ Рики Уильямса, когда он был задрафтован «Нью-Орлеан Сэйнтс», однако сделка была оценена ESPN как худший контракт для игрока в истории НФЛ. Он также управляет музыкальной, кино- и телекарьерой своего сына, звезды рэпа Ромео (a.k.a. Maserati Rome), а также поп-звезды Форрест Липтон и рэпера Gucci Mane. Миллер был также исполнительным телевизионным продюсером шоу «Nickelodeon» «Как зажигать», в котором участвовала его дочь Симфоник и соавтором сериала «Ромео!», в котором снимался его сын Ромео.

### Доход
В 1998 году Миллер занял 10-е место в списке журнала «Forbes» из 40 самых высокооплачиваемых конферансье Америки, с предполагаемым доходом в 56,5 млн долларов. В 2009 году он заработал более 661 млн, став самым высокооплачиваемым хип-хоп исполнителем в мире на то время. В 2013 году «Forbes» оценил состояние Миллера почти в 350 млн долларов, что являлось в то время третьим местом среди деятелей хип-хопа.

## Другие увлечения

### Кино и телевидение
С 1997 года Master P часто появлялся в полнометражных фильмах и фильмах категории Direct-to-video, а также на телевизионных шоу. Его фильмография включает в себя «Дядюшка Пи», «Семья дяди Вилли», «Футбольная мама», «Угнать за 60 секунд», «Отрава», «Глупый» и «Аферисты». В 1999 году Миллер принял участие в Чемпионат мира по рестлингу, где он возглавлял команду «The No Limit Soldiers» в битве с командой Курта Хеннига «The West Texas Rednecks». Master P также снимался в сериале «Ромео!» вместе со своим сыном Ромео для детской сети «Nickelodeon» с 2003 по 2006 годы. Он также был участником второго сезона шоу «Танцы со звёздами», заменив Ромео, который выбыл из-за травмы. Миллер танцевал в паре с Эшли Дельгроссо и получил общий балл 8 из 30 за их пасодобль, самый низкий балл в истории шоу. Он был исключён на четвёртой неделе.
Master P стал первым рэпером создавшим сеть кабельного телевидения «Better Black Television» (или BBTV011, которое предназначалось для пропаганды позитивных сообщений и контент афроамериканской культуры). Сеть была запущена в 2009 году. В руководство вошли Дензел Вашингтон, Дерек Андерсон из «Шарлотт Бобкэтс», DJ Kool Herc и Бо Дерек. В рамках проекта BBTV Master P и Ромео объединились для участия в детском мультфильме «Gee Gee The Giraffe». Шоу оказалось позитивным, образовательным и развлекательным контентом для афроамериканских детей. Анимация была
10 июня 2015 года было объявлено, что Master P и его семья сыграют главные роли в своём собственном реалити-шоу под названием «Семейная империя Мастера Пи» (Master P’s Family Empire).

### Карьера в профессиональном баскетболе
В 1998 году Миллер присоединился к «Форт-Уэйн Фьюри», выступавшего в Континентальной баскетбольной ассоциации (CBA), после того, как сотрудник «No Limits» попросил главного тренера команды дать своему боссу шанс на просмотр. По словам тренера, Миллер был «поддающимся обучению и нетерпеливым», но не подходил для Национальной баскетбольной ассоциации (НБА).
Миллер был в списке тренировочного лагеря клуба НБА «Шарлотт Хорнетс» в течение десяти дней в январе 1999 года. Его пригласили по просьбе отца игрока «Хорнетс» Рики Дэвиса. Он набрал 7 очков во внутрикомандной игре и отыграл восемь минут в двух показательных играх, прежде чем 1 февраля был исключён из состава. Миллер утверждал, что играл хорошо, но его отчислили, потому что его рэп-тексты были слишком оскорбительными.
Той же осенью он был в списке тренировочного лагеря ещё одного клуба НБА «Торонто Рэпторс». Он набрал 8 очков в одной предсезонной игре, но был исключён из состава до начала сезона. Он жаловался, что «Рэпторс» не дали ему шанса.
В ноябре он подписал контракт с «Сан-Диего Стингрейз», выступавшего в недолговечной Международной баскетбольной лиге (IBL), называвшей себя «домом для игроков без опыта выступлений в НБА и тех, кто их развивает». Его игра была разочаровывающей и он провёл в лиге меньше сезона.
В 2004 году Миллер играл за клубы Американской баскетбольной ассоциации (ABA) «Лас-Вегас Раттлерс» и «Лонг-Бич Джем».
Он принимал участие в Матче знаменитостей НБА в 2008 (17 очков) и 2017 годах.

### Книги
1 сентября 2007 года Миллер выпустил свою первую книгу под названием «Гарантированный успех» (Guaranteed Success).

## Конфликты

### «Brick to a Million»
В треке Master P с Fat Trel и Alley Boy «Brick to a Million», Миллер произнёс слова, которые многие интерпретировали как дисс на Канье Уэста и Лил Уэйна. Он говорит: «Новые нигеры носят платья, пох*й, я не боюсь обращаться к ним. Гэнгста-ниггеры на скейтбордах? Я нахожусь дома, срывая ё**ные спинки кровати. Настоящие нигеры поднимайтесь» (New niggas wearin' dresses — fuck it, I ain’t scared to address it. Gangster niggas on skateboards? I’m at the house breakin' motherfuckin' headboards. Real niggas stand up).
Во время интервью на радио «Power 106», Master P объяснил неправильность восприятия его текста, заявив, что он не обращался к этим рэперам в частности: «Это не дисс, я никогда не делал диссов. Я просто чувствую себя в хип-хопе, мы должны придерживаться того, будем ли мы реальными или нет. Как я уже сказал, я просто обращаюсь к тому, что вижу. Честно говоря, эта песня не была ни о ком из хип-хопа, но я думаю, что люди воспринимают слова так как хотят. Это был один из этих ребят, которые работали на радиостанции и не верили в меня, он сказал, что для меня скоро всё закончится. Он катался на скейтборде и имел небольшую мини-юбку. Это новый чувак в бизнесе, и он сказал мне, что для меня всё кончено».
Master P, который по слухам имел проблемы с «Cash Money Records», в тот день также сказал ещё, что если рэперы оскорбляются на песню, может им стоит переосмыслить свой выбор. Но он настаивал на том, что у него нет бифов ни с одним из них. «Если вы чувствуете себя виноватым в чём-то, то об этом вам нужно поговорить с самим собой» — сказал он. «Я должен осознать, что мы действительно с улицы. Если бы действительно была вражда, была бы проблема, но у меня была любовь к Baby и Lil Wayne. Они родом оттуда же, откуда и я. Это всегда было соревнование. Все хотят быть лучшими».

### 50 Cent
В 2007 году во время интервью у 50 Cent спросили, почему он, в отличие от Master P и Chamillionaire, не прекратил ругаться в своих песнях. Рэпер ответил: «Эти ребята не продают альбомы». Когда ему сказали, что Chamillionaire имеет платиновую пластинку, 50 Cent ответил: «Ну, пусть записывает госпел, если он такой, чёрт возьми, праведный. Я пишу тексты с матом по собственному желанию, а не по вашему указанию. Во-первых, существует зацензуренная версия для тех, кто не хочет его слышать».
Chamillionaire выразил свою незаинтересованность в этом интервью, сказав, что «он здесь не для игр». Master P заявил: «Комментарий Кёртиса Джексона мотивировал меня. В мире много незрелых людей. Опра Уинфри абсолютно права, мы должны вырасти и нести ответственность за свои действия. Я профинансировал первый тур Кёртиса по Югу. Он тогда был скромным парнем. Цель большинства артистов заключается в продаже альбомов. Моя же — помочь спасти и изменить жизнь».

## Музыкальный стиль
Master P известен своим глубоким голосом, агрессивными высказываниями, красноречием и его повествовательными рифмами, посвящёнными бедности, социальной несправедливости, наркомании и наркобизнесу, жестокости полиции и надежде. Миллер также известен своими легко запоминающимися мелодиями.

## Награды и признание
В 1999 году мастер P получил премию «Любимый рэп/хип-хоп артист» на «American Music Awards».
В 2005 году Миллер занял 36-е место в списке «50 величайших хип-хоп артистов» по версии музыкального телеканала VH1. 29 сентября 2008 года сингл Master P «Make Em Say Uhh!» занял 94-е место в списке «100 величайших хип-хоп песен» по версии VH1.
Кабельный телеканал BET поставил Миллера на 28-е место в списке «Самых влиятельных рэперов всех времён». BET также упомянул его как одного из «25 влиятельных чёрных музыкальных исполнителей».
В ноябре 2011 года в честь Master P и «No Limit Records» сын Миллера Ромео выступил на церемонии вручения «Hip Hop Honors 2010» вместе со своим братом Валентино, кузенами Lil 'D и Black Don, и дядей Silkk The Shocker, а также Trina, Gucci Mane и Mystikal.
11 декабря 2012 года DJ 5150 и DJ Hektik выпустили микстейпа в честь Master P под названием «Uptown Veteran».
10 июля 2013 года Миллер был введён в музыкальный зал славы Луизианы, что сделало его первым хип-хоп артистом, который был введён в этот зал.
9 июня 2016 года известный американский исполнитель Usher выпустил сингл «No Limit» из его альбома «Hard II Love», эта песня ссылаться и отдаёт дань уважения хиту Master P 1996 года «Make Em Say Uhh!».

## Личная жизнь

### Филантропия
Миллер основал молодёжные центры и фонд питания для бездомных. 12 июля 2005 года Уилли Херентон-мл., мэр Мемфиса (Теннесси) вручил Миллеру ключ от города. 27 апреля 2010 года Master P вместе со своим сыном Ромео был награждён Свидетельством о специальном признании от члена Конгресса Максин Уотерс.
В ноябре 2016 года Роберт Пак и Master P сформировали команду «H.O.P.E. NOLA» (что расшифровывается как «Помогаем нашим игрокам выделится». В состав входят 20 человек в возрасте от 12 до 15 лет, выбранных из школ Нового Орлеана.

### Семья
В 1989 году он женился на Соне, с которой у него семеро детей. Они развелись в 2014 году. Его братья также рэперы — Rappers Silkk The Shocker and C-Murder.

### Политика
В конце 2007 года Миллер активно участвовал в политике. Он был сторонником кандидатуры сенатора Иллинойса и последующего президента США Барака Обамы. 30 декабря 2010 года было объявлено, что Миллер и его сын Ромео будут присутствовать на мероприятии Мишель Обамы по борьбе с ожирением.

## Дискография

### Студийные альбомы
- 1991 — Get Away Clean
- 1992 — Mama's Bad Boy
- 1994 — The Ghettos Tryin to Kill Me!
- 1995 — 99 Ways to Die
- 1996 — Ice Cream Man
- 1997 — Ghetto D
- 1998 — MP da Last Don
- 1999 — Only God Can Judge Me
- 2000 — Ghetto Postage
- 2001 — Game Face
- 2004 — Good Side, Bad Side
- 2005 — Ghetto Bill
- 2013 — The Gift
- 2015 — Empire, from the Hood to Hollywood
- 2016 — Louisiana Hot Sauce

## Независимые альбомы
- 2005 — Living Legend: Certified D-Boy

## Фильмография

### Фильмы
| Год  | Название                 | Оригинальное название                | Роль                                      |
| ---- | ------------------------ | ------------------------------------ | ----------------------------------------- |
| 1997 | Об этом                  | I’m Bout It                          | Перри МакНайт (главная роль)              |
| 1998 | Последний дон            | MP Da Last Don                       | Нино (главная роль)                       |
| 1998 | Аферисты                 | I Got the Hook Up                    | Блэк (главная роль)                       |
| 1998 | Стриптиз-клуб            | The Players Club                     | Гай (второстепенная роль)                 |
| 1999 | Горячие парни            | Hot Boyz                             | Мо (второстепенная роль)                  |
| 1999 | Глупый                   | Foolish                              | Квентин «50 долларов» Уэйс (главная роль) |
| 1999 | Завтра не придёт никогда | No Tomorrow                          | Мейкер (главная роль)                     |
| 2000 | Взлом                    | Track Down                           | Брэд (второстепенная роль)                |
| 2000 | Угнать за 60 секунд      | Gone in 60 Seconds                   | Джонни Би (камео)                         |
| 2000 | Взаперти                 | Lockdown                             | Уборщик (главная роль)                    |
| 2002 | Обсуждению не подлежит   | Undisputed                           | Рэпер из группы «Gat Boyz» (камео)        |
| 2003 | Проклятый сезон          | Dark Blue                            | Маньяк (второстепенная роль)              |
| 2003 | Смерть династии          | Death of a Dynasty                   | В роли себя (главная роль)                |
| 2003 | Голливудские копы        | Hollywood Homicide                   | Джулиус Армас (второстепенная роль)       |
| 2004 | Очень страшное кино 3    | Scary Movie 3                        | В роли себя (камео)                       |
| 2004 | Дядюшка Пи               | Uncle P                              | Дядюшка Пи (главная роль)                 |
| 2004 | Всё о том же             | Still Bout It                        | Перри МакНайт (главная роль)              |
| 2006 | РЕПО                     | Repos                                | Ти (главная роль)                         |
| 2007 | Отрава                   | Toxic                                | Ангел (второстепенная роль)               |
| 2007 | Помилован                | Paroled                              | Большой Эл (главная роль)                 |
| 2007 | Чёрный супермен          | Black Supaman                        | Бернард, мл. (главная роль)               |
| 2008 | Свидания в интернете     | Internet Dating                      | Трей (второстепенная роль)                |
| 2008 | Футбольная мама          | Soccer Mom                           | Уолли (главная роль)                      |
| 2009 | Почтальон                | The Mail Man                         | Роб (камео)                               |
| 2009 | Большие люди             | The Big People                       | Капитан (главная роль)                    |
| 2010 | Вниз и на расстояние     | Down and Distance                    | Тренер Даллас (главная роль)              |
| 2011 | Тук-тук, убийца          | Knock Knock Killer                   | Пимп Пи (второстепенная роль)             |
| 2017 | Убить Хассельхоффа       | Killing Hasselholf                   | Дель Торо (второстепенная роль)           |
| 2017 | Извержение: Лос-Анджелес | Destruction Los Angeles              | Джей Джонс (второстепенная роль)          |
| 2018 | Никогда не слышал        | Never Heard                          | Джейсон (главная роль)                    |
| 2019 | Аферисты 2               | I Got the Hook Up 2                  | Блэк (главная роль)                       |
| 2020 | Ангола 1, 2, 3           | Angola 1,2 & 3                       | Роберт Кинг (главная роль)                |
| 2020 | РЕПО 2                   | Repos 2                              | Ти (главная роль)                         |
| 2020 | Гони бабки               | Get Money                            | главная роль                              |
| 2020 | Никогда и снова          | Never and Again                      | Попс (главная роль)                       |
| 2020 | Мороженщик: Король Юга   | The Ice Cream Man: King of the South | Мастер Пи (главная роль)                  |

### Телевидение
| Год          | Название                            | Оригинальное название          | Роль                            |
| ------------ | ----------------------------------- | ------------------------------ | ------------------------------- |
| 1999         | Линки                               | Linc’s                         | В роли себя (1 эпизод)          |
| 1999         | Малькольм и Эдди                    | Malcolm & Eddie                | Мистер О (1 эпизод)             |
| 2000         | Луи Теру: Странные выходные         | Louis Theroux’s Weird Weekends | В роли себя (1 эпизод)          |
| 2000         | Моеша                               | Moesha                         | Пэйшинс (4 эпизода)             |
| 2000         | Розанна                             | Roseanne                       | В роли себя                     |
| 2001         | Тёмный ангел                        | Dark Angel                     | Дювиль (1 эпизод)               |
| 2001         | Хьюли                               | The Hughleys                   | В роли себя (1 эпизод)          |
| 2001         | Тюрьма Оз                           | Oz                             | Кёртис Беннетт (1 эпизод)       |
| 2002         | Mad TV                              | MADtv                          | В роли себя (1 эпизод)          |
| 2002         | Подруги                             | Girlfriends                    | В роли себя (1 эпизод)          |
| 2003         | Doggy Fizzle Televizzle             | Doggy Fizzle Televizzle        | В роли себя (1 эпизод)          |
| 2003—2006    | Ромео!                              | Romeo!                         | Перси Миллер (главная роль)     |
| 2004         | C.S.I.: Место преступления Нью-Йорк | CSI: NY                        | Кевин Вик (1 эпизод)            |
| 2006         | Танцы со звёздами. 2-й сезон        | Dancing with the Stars         | Заменил сына Ромео из-за травмы |
| 2009         | Робоцып                             | Robot Chicken                  | Друг Ника (1 эпизод)            |
| 2009         | Никаких оправданий                  | No Excuses                     | В роли себя (1 эпизод)          |
| 2015 — н. в. | Семейная империя Мастера Пи         | Master P’s Family Empire       | В роли себя                     |
| 2015 — н. в. | Становление хип-хопа                | Growing Up Hip Hop             | В роли себя (1 эпизод)          |